# Clivina planicollis
Clivina planicollis är en skalbaggsart som beskrevs av Leconte 1857. Clivina planicollis ingår i släktet Clivina och familjen jordlöpare. Inga underarter finns listade i Catalogue of Life.